# Eva von Segebaden
Eva Carolina von Segebaden, född 10 januari 1759, död 23 december 1843 på Karlslunds herrgård, Längbro socken, Örebro län, var en svensk grevinna och brodös.
Hon var dotter till generallöjtnanten och landshövdingen Carl Otto von Segebaden och Maria Elisabet Danckwardt-Lilleström och från 1781 gift med generallöjtnanten greve Michael Anckarsvärd. Eva von Segebaden var representerad med en sydd tavla från 1787 på utställningen Mitt bästa konstverk på Skånska konstmuseum i Lund 1941.